# Indiepop

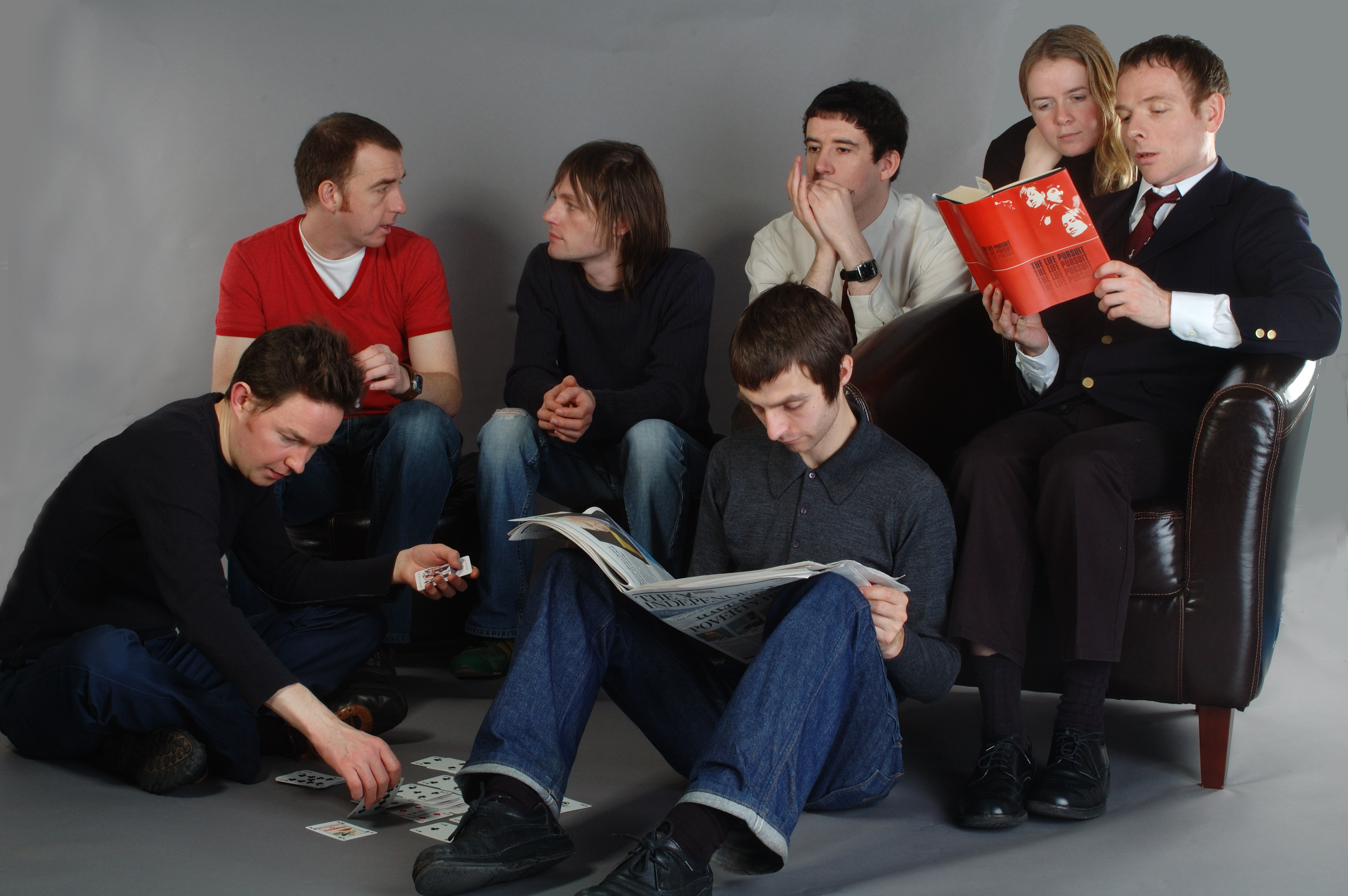
Belle & Sebastian

Indiepop är ett slags popmusik, där indie är en förkortning av independent. Benämningen kommer från Storbritannien där mängden små, oberoende independentbolag växte upp som svampar ur jorden under och efter punk- och reggaeåren på 1970-talet. Indiepop skiljer sig från indierock genom att den är mer melodisk, mindre vass och tung, och relativt ångest-fri.

## Historik
De oberoende skivbolagen inriktade sig på utgivning av pop och rock som inte alltid var så kommersiellt gångbar. Benämningen indie uppstod under 1980-talet, och på skivbolag som Postcard, Sarah, Factory, Creation Records och Rough Trade sågs en ny stark våg av popmusik växa fram, ofta med rötterna i 1960-talets brittiska poptradition. Redan under 1970-talet sågs en kraftig ökning av antalet oberoende skivbolag - Stiff Records kom med punken, 2 Tone Records skapades för ska revival-vågen. UB40 spelade in sin första LP i en bostad och på dess uteplats och Graduate Records kom till bara för att Signing Off skulle kunna ges ut. Inom reggaen i Storbritannien och Jamaica startades hundratals nya, små skivbolag från andra hälften av 1970-talet fram till 1989. Begreppet indiepop är mycket vagt, då det innefattar en väldigt stor mängd stilar men gemensamt för indiebanden är att de anses erbjuda ett alternativ till den mer putsade och glättiga kommersiellt inriktade listpopen.
Det största indiebandet under 1980-talet var förmodligen The Smiths, lett av sångaren Morrissey som spelade lättillgänglig pop vilken även gjorde sig på hitlistorna, men som erbjöd mer samhällskritiska texter mot samtidens Storbritannien och dess ledare Margaret Thatcher.
Under 1990-talet började indiepopen i allt större skala krypa in på försäljningslistorna med band som till exempel Primal Scream, och det hela exploderade så småningom med britpop-vågen. Dessa band var liksom sina föregångare oftast gitarrbaserade med rötterna i 1960-talets pop och grupper som Oasis och Blur var mer än tydliga med sina influenser från till exempel Beatles och The Kinks. Just Oasis och Blur växte sig till Storbritanniens mest framgångsrika, så det ursprungliga betydelsen i ordet indiepop som skulle peka mot ett alternativ och ett utanförskap kan sedan dess kännas urvattnat. 
När Sony köpte upp skivbolaget Creation records blev detta än mer tydligt, och Creation som tidigare varit en stark drivkraft och kreativ lekstuga förlorade snart sitt värde.
Begreppet indiepop används fortfarande som begrepp för alternativ popmusik vars främsta drivkraft kanske inte är att hamna på listorna, även om de flesta mindre skivbolag idag har något slags anknytning till större mediakoncerner. 
Ett av de band som idag rent musikaliskt och estetiskt ligger närmast begreppets ursprung är kanske skotska Belle & Sebastian, men i dagens hårt kommersialiserade musikklimat finns en stark indiescen med många namn.

## Exempel på indiepopgrupper/artister
- Jens Lekman
- The Tough Alliance
- Echosmith
- In Deed
- Owl City
- Oasis
- Kate Nash
- Elbow
- Broder Daniel
- Belle & Sebastian
- Billie the Vision and the Dancers
- Imagine Dragons
- Camera Obscura
- Enon
- Håkan Hellström
- jj
- Komeda
- of Montreal
- Operator Please
- Popsicle
- Soko
- Fun
- The Smiths
- Stereolab
- Shout Out Louds
- Those Dancing Days
- Lasse Lindh
- Of Monsters and Men
- Bastille
- The Pains of Being Pure at Heart
- The 1975
- Mares